# Рихтер, Альфред
Альфред Рихтер (нем. Alfred Richter; 1 апреля 1846, Лейпциг — 11 марта 1919, Берлин) — немецкий композитор, музыкальный педагог и хоровой дирижёр. Сын Эрнста Фридриха Рихтера.
Окончил Лейпцигскую консерваторию (1869), ученик Карла Райнеке и Морица Гауптмана. В 1872—1883 гг. преподавал там же. В 1876—1879 гг. возглавлял Лейпцигскую певческую академию. Подготовил к изданию написанный вчерне его отцом трактат по гармонии (1880). Затем работал в Англии. Вернувшись в Лейпциг, руководил в 1897—1898 гг. хоровым обществом «Арион» при Лейпцигском университете. Позднее обосновался в Берлине, выпустил несколько учебных пособий.
Мемуары Рихтера «Из времён лейпцигского музыкального расцвета» (нем. Aus Leipzigs musikalischer Glanzzeit), написанные в 1913 году, впервые опубликованы в 2004 г. и содержат ценные сведения о различных лейпцигских музыкальных институциях и связанных с Лейпцигом музыкантах, в частности об Эдварде Григе.
Погиб в Берлине (был сбит автомобилем).